# Jadwiga Jabłońska

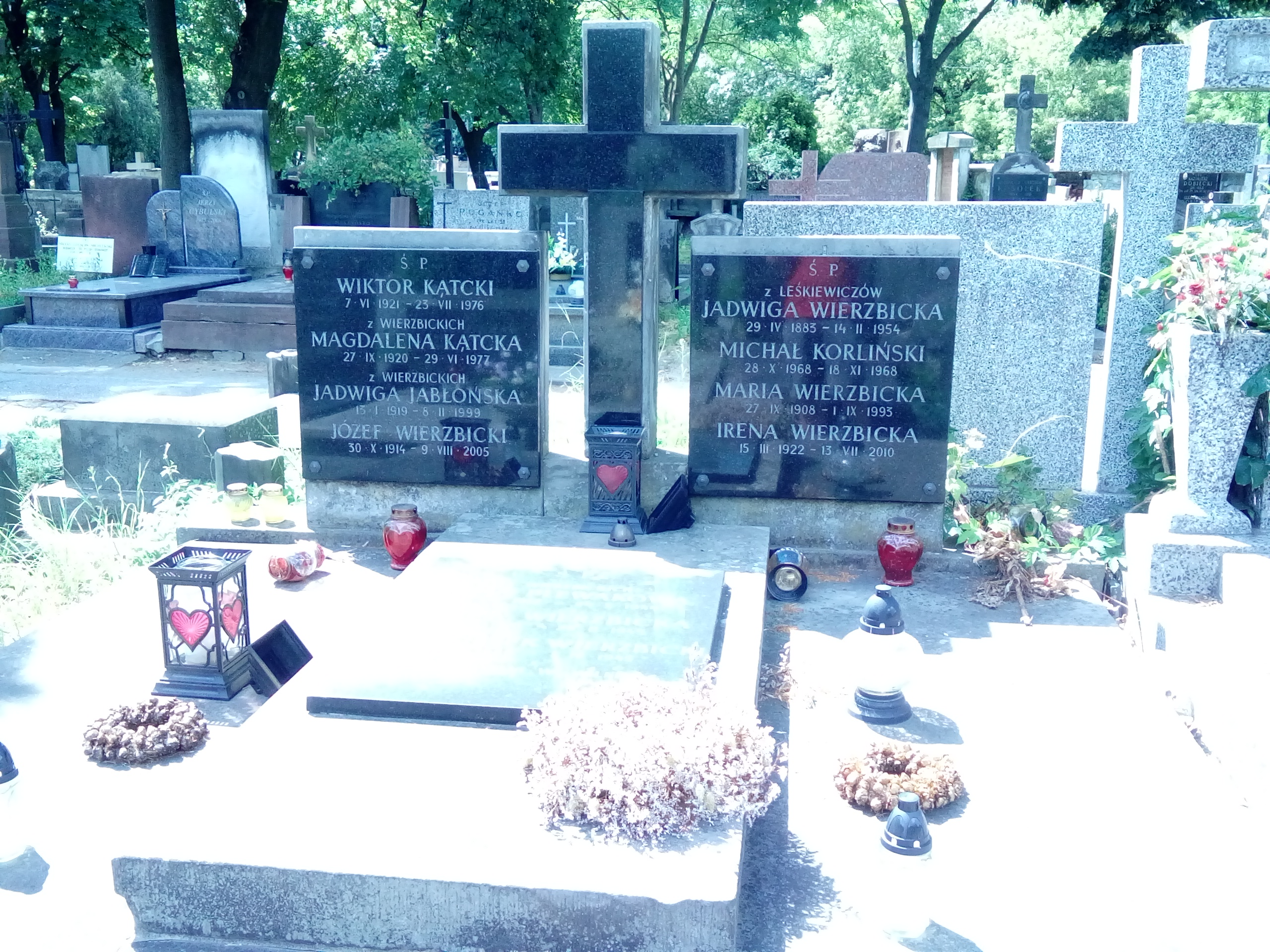
Grobowiec rodziny Wierzbickich na cmentarzu Powązkowskim w Warszawie.

Jadwiga Jabłońska z domu Wierzbicka (ur. 13 stycznia 1919 w Boguszycach, zm. 8 lutego 1999 w Warszawie) – żona Henryka Jabłońskiego.
W latach 1972–1985 jej mąż sprawował funkcję przewodniczącego Rady Państwa, formalnej głowy państwa. Zmarła w 1999 i została pochowana w grobowcu rodzinnym na cmentarzu Powązkowskim w Warszawie (kwatera 104-5-9/10).